# Hurtigløb på skøjter under vinter-OL 2018 – 10000 meter herrer
10.000 meter for herrer bliver afviklet den 15. februar 2018. 

## Konkurrencen
Der kan maximalt konkurrere 12 deltagere, der startes i par af to skøjteløbereder.  De seneste startende par er de højst rangeret i forbindelse med kvalifikationen. 

## Resultater
| Placering | Startpar | Bane | Navn              | Nation   | Tid      | Tidsdifference | Kommentarer |
| --------- | -------- | ---- | ----------------- | -------- | -------- | -------------- | ----------- |
| 1         | 5        | Y    | Ted-Jan Bloemen   | Canada   | 12:39,77 | -              | OR          |
| 2         | 4        | I    | Jorrit Bergsma    | Holland  | 12:41,98 | +2,21          | OR          |
| 3         | 5        | I    | Nicola Tumolero   | Italien  | 12:54,32 | +14,55         |             |
| 4         | 3        | Y    | Lee Seung-hoon    | Sydkorea | 12:55,54 | +15,77         |             |
| 5         | 2        | Y    | Jordan Belchos    | Canada   | 12:59,51 | +19,74         |             |
| 6         | 6        | Y    | Sven Kramer       | Holland  | 13:01,02 | +21,25         |             |
| 7         | 6        | I    | Patrick Beckert   | Tyskland | 13:01,94 | +22,17         |             |
| 8         | 1        | Y    | Bart Swings       | Belgien  | 13:03,53 | +23,76         |             |
| 9         | 3        | I    | Moritz Geisreiter | Tyskland | 13:06,35 | +26,58         |             |
| 10        | 1        | I    | Ryousuke Tsuchiya | Japan    | 13:10,31 | +30,54         |             |
| 11        | 2        | I    | Håvard Bøkko      | Norge    | 13:17,47 | +37,70         |             |
| 12        | 4        | Y    | Davide Ghiotto    | Italien  | 13:27,09 | +47,32         |             |

## Medaljeoversigt
| Event               | Guld                     | Sølv                     | Bronze                    |
| ------------------- | ------------------------ | ------------------------ | ------------------------- |
| 10.000 meter Herrer | Canada · Ted-Jan Bloemen | Holland · Jorrit Bergsma | Italien · Nicola Tumolero |

## Eksterne Henvisninger
- Hurtigløb på skøjter Arkiveret 11. december 2017 hos  Wayback Machine på pyeongchang2018.com
- Speed Skating / Calendar of Events / Olympic Winter Games 2018 Arkiveret 8. marts 2017 hos  Wayback Machine på isu.org
- Qualification Systems Arkiveret 22. december 2017 hos  Wayback Machine på isu.org